# Руски конзул
Руски конзул је српски филм из 2024. године у режији Мирослава Лекића. Сценарио су написали Мирослав Лекић, Владимир Табашевић и Игор Бојовић на основу мотива истоименог романа Вука Драшковића. Радња филма се одвија 1970-их, које се могу сматрати кључним тренуцима косовско-метохијске кризе, која ће дефинисати будући суживот Срба и Албанаца на Косову и Метохији.
Снимање филма је трајало око 2 месеца у периоду од 15. маја до 13. јула 2023. године на локацијама у Београду, Пожаревцу и Младеновцу. Филм је премијерно приказан на затварању 52. међународног филмског фестивала ФЕСТ 3. марта 2024. Биоскопска дистрибуција филма је почела 7. марта исте године.
Последњу улогу у филму одиграли су Жарко Лаушевић и Мето Јовановски.

## Радња
Главни јунак је српски доктор — психијатар Илија Југовић, који после смрти пацијенткиње у Београду, по казни партије добија премештај у болницу у Призрену на Косову, где добија посао лекара опште праксе. Ту упознаје професора историје Љуба Божовића — самозваног Руског конзула, наизглед психијатријског пацијента који тврди да ће ускоро „Русија опет постати Русија, а Косово ће опет бити српско”.
Против Божовића се окрећу локални албански моћници, прикривени сепаратисти, као и чланови Комунистичке партије и кадрови на положајима. Најмоћнији од њих, Халит Бериша разним суровим притисцима исељава Србе са Косова вршењем етничког чишћења: спроводи насиље над српском децом у школама, застрашује локално становништво, онемогућава им здравствену заштиту, малтретира породице, буди у њима несигурност и тескобу.
На ред долази и Љубо Божовић којег Бериша покушава да исели из куће и отера са Косова. Руски конзул одбија да прода кућу и сукобљава се са Беришом а у његову заштиту стаје и др Илија Југовић.

## Улоге
| Глумац             | Улога                    |
| ------------------ | ------------------------ |
| Жарко Лаушевић     | Љуба Божовић             |
| Небојша Дугалић    | Илија Југовић            |
| Светозар Цветковић | доктор Мурићи            |
| Паулина Манов      | Милица                   |
| Менсур Сафхију     | Лимани                   |
| Константин Фиданов |                          |
| Висар Вишка        | Халит Бериша             |
| Даница Радуловић   | сестра Мирјана           |
| Петар Зекавица     | адвокат Хајдуковић       |
| Мето Јовановски    | Отац Пајсије             |
| Нада Мацанковић    | Вида Мурићи              |
| Славиша Чуровић    | Зеко                     |
| Енвер Петровци     | Идриз                    |
| Бранко Јеринић     | судија Никчевић          |
| Љубиша Савановић   | управник затвора Хоџовић |
| Владан Гајовић     | Матичар                  |
| Лорен Руи          | аустријски конзул        |
| Арно Хумберт       | британски конзул         |
| Аница Лазић        | сестра Сара              |
| Тамара Алексић     | Нина                     |
| Љубиша Милишић     | Раде                     |
| Небојша Кундачина  | службеник комитета       |
| Милан Чучиловић    | пријатељ                 |
| Петар Михаиловић   | купац куће Србин         |
| Ђорђе Марковић     |                          |
| Игор Дамњановић    |                          |